# 花之印象
《花之印象》（日语：花のイマージュ）是日本偶像岡田有希子的第9張單曲。

## 概要
單曲原本預定於1986年5月14日發售，但因為岡田有希子在4月8日自殺而未問世，長久以來一直成為夢幻單曲。自原發售預定日經過約12年又10個月後，收錄在1999年3月17日發售的專輯《回憶BOX》（メモリアルBOX）之內。

## 事件
- 岡田有希子過世後，多數歌迷希望該「最後的單曲」能夠發行而進行連署活動。岡田的好友荻野目洋子、事務所的經理、武軍團成員等人亦贊同。
- 該曲最早播放在1986年4月7日廣播節目『有希子・章子・麻里の夜遊びしナイト!』的最後一回，岡田過世的前一天。（節目本身雖是4月6日播放，不過歌曲播放時已過24:00）